# Eugenio D'Orsi
Eugenio Benedetto D'Orsi (Palma di Montechiaro, 21 marzo 1958) è un politico italiano, presidente della provincia di Agrigento dal 16 giugno 2008 al 15 giugno 2013.

## Biografia
Inizia l'attività politica nel Partito Socialista Italiano. È stato consigliere comunale di Palma di Montechiaro dal 1992 al 2003, militando nel Nuovo PSI. Successivamente è transitato nel MpA. Dal 1994 al 1999 è presidente del Consiglio comunale e nel 2003 vice sindaco di Palma di Montechiaro. Alle elezioni regionali in Sicilia del 2001 è candidato nella lista del Nuovo PSI in Provincia di Agrigento, raccogliendo 2472 preferenze e non venendo eletto.
Nel 2005 è nominato assessore al lavoro e formazione professionale della Provincia Regionale di Agrigento nella giunta guidata da Vincenzo Fontana. È stato Commissario straordinario dell'Istituto regionale ricerca educativa, oggi Agenzia nazionale per lo sviluppo dell'autonomia scolastica. Alle elezioni regionali in Sicilia del 2006 è candidato nella lista dell'MpA in Provincia di Agrigento, raccogliendo 3099 preferenze e non venendo eletto. Nel febbraio 2008 diviene segretario provinciale di Agrigento del Movimento per l'Autonomia.
Alle elezioni provinciali del 2008 guida
una coalizione di centrodestra, vincendo con il 67,88% dei voti e si dimette da segretario provinciale MpA. Da Presidente della provincia di Agrigento porta avanti il progetto della costruzione dell'aeroporto di Agrigento. Ritenendola una infrastruttura necessaria per dare un nuovo impulso allo sviluppo socioeconomico della Provincia, conduce un'azione di protesta trasferendo il proprio ufficio in una tenda dal metà febbraio ai primi di marzo del 2010, dove ha vissuto e dormito per quasi venti giorni. Nel gennaio 2011 subisce l'incendio doloso della propria casa di villeggiatura e gli vengono recapitati dei proiettili in una busta anonima. Durante il suo mandato da Presidente della Provincia di Agrigento, varia diverse volte la sua maggioranza e la sua giunta.

## Procedimenti giudiziari
Nell'ottobre 2011 è indagato per truffa, peculato, concussione e abuso d'ufficio per diverse irregolarità contestategli dalla Guardia di Finanza nella sua attività da Presidente della Provincia di Agrigento.
Condannato in primo grado a quattro mesi di reclusione, viene assolto in appello nel maggio 2019.